# تمويه عسكري

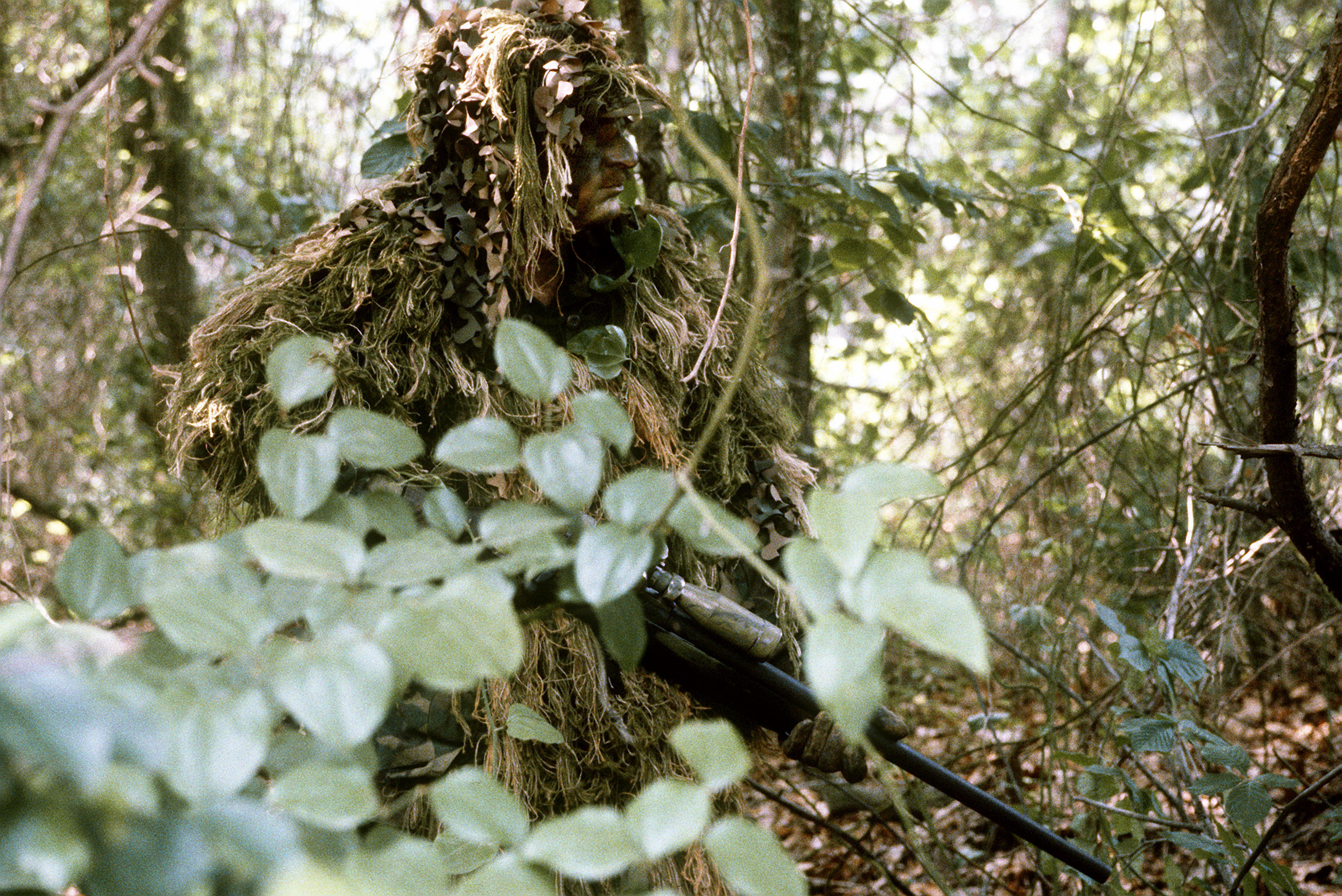
قناص يلبس زي التمويه العسكري

التمويه العسكري (بالإنجليزية: Military camouflage) يعد أحد أنواع التمويه وهو استخدام سلسلة من خطوات الاستتار من قبل قوة عسكرية لتمكين هدف معين كالأفراد والمعدات من مراقبة قوات العدو من خلال جعله غير مرئي لها بامتزاجه مع البيئة المحيطة أو بالتشبه بشيء منها ويمكن تطبيق اللون والمواد في التمويه على المعدات العسكرية من كافة الأنواع بما في ذلك السفن والمركبات القتالية والطائرات وملابس المشاة خلال المعركة وقد ظهر مفهوم التمويه العسكري بشكل فعلي خلال الحرب العالمية الأولى حيث تطور الخداع البصري ليصبح جزء أساسي من التكتيكات العسكرية الحديثة ويكون أحد أنواع الخداع العسكري.
التمويه العسكري هو فن وعلم إخفاء الأفراد والمعدات والمنشآت العسكرية عن العدو، وذلك من خلال استخدام مجموعة من الإجراءات والتقنيات التي تجعلها غير مرئية أو أقل وضوحاً في البيئة المحيطة. يهدف التمويه إلى تحقيق عنصر المفاجأة وتقليل الخسائر في الأرواح والممتلكات من خلال خداع العدو وإضعاف قدرته على تحديد مواقع القوات والمعدات. 
بشكل أكثر تفصيلاً، يشمل التمويه العسكري ما يلي:
1/الإخفاء:
وهو تجنب رؤية العدو من خلال الاختباء خلف حواجز طبيعية أو اصطناعية، مثل الأشجار أو الصخور أو الخنادق. 
2/التشبه:
وهو محاكاة البيئة المحيطة من خلال استخدام الألوان والأنماط التي تتشابه معها، مما يجعل القوات والمعدات تبدو وكأنها جزء من الخلفية. 
3/الخداع:
وهو إيهام العدو بوجود قوات أو معدات في مواقع غير صحيحة، من خلال بناء هياكل وهمية أو استخدام مواد تعكس صورة خاطئة. 
4/التمويه النشط:
وهو التمويه الذي يتغير ويتكيف مع البيئة المحيطة، مثل بعض أنواع الحيوانات التي تغير لون جلدها. 
•أهداف التمويه العسكري:
حماية القوات والمعدات:
من خلال إخفائها عن العدو، مما يقلل من فرص تعرضها للهجوم أو القصف. 
تحقيق عنصر المفاجأة:
من خلال خداع العدو وجعله يتخذ قرارات خاطئة بناءً على معلومات مضللة. 
إضعاف قدرة العدو على القتال:
من خلال تقليل فعالية قواته ومعداته. 
توفير الوقت والجهد:
من خلال تقليل الحاجة إلى بناء تحصينات كبيرة أو استخدام أساليب دفاعية أخرى. 
أهمية التمويه العسكري:
التمويه العسكري هو جزء أساسي من العمليات العسكرية الناجحة، حيث يمكن أن يكون له تأثير كبير على سير المعارك والحروب. فمن خلال استخدام تقنيات التمويه المناسبة، يمكن للقوات العسكرية تحقيق التفوق على العدو وتقليل خسائرها بشكل كبير.